# Heckenbeck
 (juin 2020).
Heckenbeck est un quartier de la commune allemande de Bad Gandersheim, dans l'arrondissement de Northeim, Land de Basse-Saxe.

## Géographie
Le quartier se situe à environ 4 kilomètres au nord-ouest de Bad Gandersheim, loin des artères principales de la vallée le long du ruisseau Mahmilch, encadré par les crêtes boisées du Helleberg (298 m), du Steinbrink (227 m) et du Wadenberg (249 m). Reliée à la Kreisstraße 641, Heckenbeck n'est pas loin de la B64, qui relie Bad Gandersheim à Kreiensen. Le domaine de Hilprechtshausen, qui appartient également à Heckenbeck, est à deux kilomètres au nord.
L'ancienne frontière du duché de Brunswick avec le royaume de Hanovre (et plus tard la Prusse) s'étend à environ 1 km au nord du village et représente aujourd'hui la frontière de district entre l'arrondissement de Northeim et l'arrondissement de Hildesheim.

## Histoire
Heckenbeck est mentionné pour la première fois au XIIe siècle.
Le 1er mars 1974, la municipalité de Heckenbeck, auparavant indépendante, fusionne dans la ville de Bad Gandersheim.

## Démographie
Avec environ 495 habitants, Heckenbeck est le troisième quartier le plus peuplé de Bad Gandersheim.
La particularité du petit village est que, contrairement à la baisse drastique de la population dans les zones rurales, il enregistre une énorme augmentation du nombre d'habitants, de sorte que l'espace de vie libre est maintenant rare ou pas du tout disponible.

## Personnalités
- Albert Methfessel (1785-1869), compositeur allemand.

## Source, notes et références
- (de) Cet article est partiellement ou en totalité issu de l’article de Wikipédia en allemand intitulé « Heckenbeck » (voir la liste des auteurs).

1. ↑  (de) Statistisches Bundesamt, Historisches Gemeindeverzeichnis für die Bundesrepublik Deutschland. Namens-, Grenz- und Schlüsselnummernänderungen bei Gemeinden, Kreisen und Regierungsbezirken vom 27.5.1970 bis 31.12.1982, 1983 (ISBN 3-17-003263-1), p. 269